# テトラクロロ鉄(III)酸1-ブチル-3-メチルイミダゾリウム
テトラクロロ鉄(III)酸1-ブチル-3-メチルイミダゾリウム（英: 1-Butyl-3-methylimidazolium tetrachloroferrate、BMIM FeCl4）は、磁性イオン液体であり、水への溶解度がかなり低い。
テトラクロロ鉄(III)酸1-ブチル-3-メチルイミダゾリウムは、高スピンのFeCl4アニオンが存在するため常磁性であり、40.6 × 10−6 emu g−1の磁化率が報告されている。したがって、試験管内のテトラクロロ鉄(III)酸1-ブチル-3-メチルイミダゾリウムは、小さなネオジム磁石で十分引きつけられる。

## 合成
テトラクロロ鉄(III)酸1-ブチル-3-メチルイミダゾリウムは、ヘキサフルオロリン酸1-ブチル-3-メチルイミダゾリウムと塩化鉄(III)を混合することによって合成できる。また、その際、テトラクロロ鉄(III)酸1-ブチル-3-メチルイミダゾリウムは、第二のより重い相として分離する。

## 用途
テトラクロロ鉄(III)酸1-ブチル-3-メチルイミダゾリウムは、再利用可能な触媒、抽出プロセスおよび、二酸化炭素回収・貯留において使用することができる。